# Ларчвуд (Ајова)
Ларчвуд (енгл. Larchwood) град је у америчкој савезној држави Ајова. По попису становништва из 2010. у њему је живело 866 становника.

## Демографија
Према попису становништва из 2010. у граду је живело 866 становника, што је 78 (9,9%) становника више него 2000. године.
| Група             | 2000.       | 2010.       |
| Белци             | 777 (98,6%) | 850 (98,2%) |
| Афроамериканци    | 0 (0,0%)    | 0 (0,0%)    |
| Азијати           | 4 (0,5%)    | 2 (0,2%)    |
| Хиспаноамериканци | 0 (0,0%)    | 10 (1,2%)   |
| Укупно            | 788         | 866         |